# Amphisbaena gracilis
Espèce
Statut de conservation UICN

 LC  : Préoccupation mineure
Amphisbaena gracilis est une espèce d'amphisbènes de la famille des Amphisbaenidae.

## Répartition et habitat
Cette espèce est endémique de l'État de Delta Amacuro au Venezuela. Elle vit dans les forêts tropicales humides inondables

## Publication originale
- Strauch, 1881 : Bemerkungen über die Eidechsenfamilie der Amphisbaeniden. Mélanges Biologiques tirés du Bulletin Physico-Mathematique de l'Académie Impériale des Sciences de St. Petersbourg, vol. 11, p. 355-479.